# 莫斯科国立经济统计信息大学
莫斯科国立经济、统计与信息大学（英语缩写为MESI；俄语为МЭСИ）是莫斯科的一所高等教育机构，建于1932年至2015年。该大学重组后加入俄罗斯普列汉诺夫经济大学。

## 历史
莫斯科国立经济统计信息大学成立于1932年，前身是莫斯科国民经济核算学院，1948年改组为莫斯科经济统计学院（MESI）。 在1996年，该学院获得大学地位，并更名为莫斯科国立经济统计信息大学，同时保留相同的缩写。 2015年3月10日莫斯科国立经济统计信息大学并入俄罗斯普列汉诺夫经济大学。

## 著名校友
- 鲍里斯·格奥尔基耶维奇·努拉利耶夫（俄语：Нуралиев, Борис Георгиевич） - 1C公司的创始人之一
- 尤里·什米利耶维奇·艾津什皮斯（俄语：Айзеншпис, Юрий Шмильевич） - 俄罗斯娱乐推广人
- 彭查格·扎斯莱 - 蒙古国前总理
- 阿尔捷米·基沃维奇·特罗伊茨基（俄语：Троицкий, Артемий Кивович） - 俄罗斯记者
- 德米特里·瓦季莫维奇·哈拉季扬（俄语：Харатьян, Дмитрий Вадимович） - 俄罗斯著名演员，2004年获得金融与投资第二学位